# 太閤丸豊
太閤丸 豊（たいこうまる ゆたか、1989年1月9日 - ）は、大阪府寝屋川市出身で東関部屋所属の元大相撲力士。身長170cm、体重112kg。本名は植村 豊。最高位は西三段目78枚目（2009年5月場所）。入門前から患っていた脱毛症の治療の為に頭髪を剃り上げ、全ての力士生活をスキンヘッドで過ごすことを余儀なくされていた。

## 人物
相撲未経験であったが運動能力の高さを買われて12代東関に勧誘されて入門。この頃から脱毛症であった上に身長も高くなかったので勧誘を断るつもりであったが、髷が結えないことは問題にならないと説得された上に脱毛症治療に協力することを約束してもらったことで入門を決意。2004年3月場所初土俵。貫禄の良さを表すために「太閤丸」と命名され、初土俵から引退までこの四股名で通した。序ノ口通過に3場所を要し、新三段目に昇進するまで5年余りを要した。スキンヘッドは部屋公認・協会公認であったが、頭髪が無いことで理解を得られず先方から部屋行事への参加を拒否され泣く泣く留守番を担当したことも何度か経験した他、彼を力士と認めず出稽古参加を拒否する部屋もあった。2012年1月場所は通算2度目にして最後の三段目在位であったが、既に力の限界を感じ、引退の準備を始めていた。同年2月18日放送分のめちゃ×2イケてるッ!では東関部屋でデブエット（増量）を行う矢部浩之にちゃんこ鍋を振る舞う様子が収録された。3月26日にはNHK学園高等学校を卒業（協会員のみ卒業式は大阪）。それから2ヶ月後の5月場所を最後に引退。高卒の資格を得ており、引退後は帰郷して大阪府警の警察官になる意向を示していたため女将からは安心して送り出されたという。頭髪自体が無いので断髪式は行われず、代わりに握手会が開かれた。
元来一切頭髪が無いため頭から当たることは苦手であり、自ら引くことが多かった。軽量と引き癖に付け込まれて突き押しを苦手としていた。女将曰く「ちょっと調子に乗りすぎるところがあるが明るい性格」とのことである。
引退後、焼肉屋に勤務していたという目撃情報があった。

## 主な成績
- 通算成績：152勝183敗2休(49場所)

### 場所別成績
| | 一月場所 初場所（東京） | 三月場所 春場所（大阪） | 五月場所 夏場所（東京）   | 七月場所 名古屋場所（愛知） | 九月場所 秋場所（東京） | 十一月場所 九州場所（福岡） |
| --- | ----------------------- | ----------------------- | ------------------------- | --------------------------- | ----------------------- | --------------------------- |
| 2004年 （平成16年） | x                       | （前相撲）              | 東序ノ口37枚目 3–4        | 東序ノ口27枚目 3–5          | 西序ノ口33枚目 4–3      | 東序二段117枚目 2–5         |
| 2005年 （平成17年） | 東序ノ口17枚目 3–4      | 西序ノ口16枚目 4–3      | 東序二段102枚目 4–3       | 東序二段77枚目 1–4–2        | 東序二段117枚目 2–5     | 西序ノ口9枚目 4–3           |
| 2006年 （平成18年） | 西序二段103枚目 2–5     | 東序ノ口7枚目 3–4       | 東序二段127枚目 4–3       | 西序二段96枚目 2–5          | 東序ノ口2枚目 3–4       | 西序ノ口8枚目 4–3           |
| 2007年 （平成19年） | 西序二段95枚目 2–5      | 西序ノ口筆頭 4–3        | 東序二段89枚目 2–5        | 東序二段118枚目 4–3         | 東序二段89枚目 2–5      | 西序二段119枚目 5–2         |
| 2008年 （平成20年） | 西序二段72枚目 4–3      | 東序二段46枚目 1–6      | 西序二段88枚目 3–4        | 西序二段108枚目 3–4         | 西序二段126枚目 4–3     | 東序二段83枚目 5–2          |
| 2009年 （平成21年） | 東序二段45枚目 4–3      | 西序二段19枚目 5–2      | 東三段目78枚目 0–7        | 東序二段30枚目 1–6          | 西序二段77枚目 3–4      | 西序二段95枚目 6–1          |
| 2010年 （平成22年） | 東序二段17枚目 0–7      | 西序二段77枚目 4–3      | 東序二段53枚目 4–3        | 西序二段29枚目 2–5          | 西序二段66枚目 4–3      | 東序二段38枚目 3–4          |
| 2011年 （平成23年） | 東序二段64枚目 3–4      | 八百長問題 により中止   | 西序二段84枚目 5–2        | 西序二段27枚目 3–4          | 西序二段52枚目 4–3      | 西序二段30枚目 5–2          |
| 2012年 （平成24年） | 東三段目96枚目 3–4      | 東序二段18枚目 3–4      | 東序二段44枚目 引退 3–4–0 | x                           | x                       | x                           |
| 各欄の数字は、「勝ち-負け-休場」を示す。 優勝 引退 休場 十両 幕下 三賞：敢=敢闘賞、殊=殊勲賞、技=技能賞 その他：★=金星 番付階級：幕内 - 十両 - 幕下 - 三段目 - 序二段 - 序ノ口 幕内序列：横綱 - 大関 - 関脇 - 小結 - 前頭（「#数字」は各位内の序列） |                         |                         |                           |                             |                         |                             |